# Flytta på dej!
"Flytta på dej!" – utwór szwedzkiej piosenkarki Aliny Devecerski pochodzący z jej debiutanckiego albumu studyjnego zatytułowanego Marathon. Utwór wydany został 20 kwietnia 2012 roku przez wytwórnię EMI Music Sweden jako pierwszy singel z płyty. Twórcami tekstu piosenki są Alina Devecerski oraz Christoffer Wikberg, który zajął się też jego produkcją. Do singla nakręcono także teledysk, którego reżyserią zajął się Lucas Peña. Singel dotarł w szybkim czasie na szczyt list przebojów w Szwecji, Norwegii oraz Danii.

## Lista utworów
Singel
1. "Flytta på dej" – 3:25
2. "Jag svär" – 2:52

Remix-EP
1. "Flytta på dej" (GoodWill & MGI Remix) – 5:04
2. "Flytta på dej" (Peet Syntax & Alexie Divello Club Mix) – 6:35
3. "Flytta på dej" (Peet Syntax & Alexie Divello Radio Edit) – 3:35
4. "Flytta på dej" (The Seized Remix) – 5:17
5. "Flytta på dej" (Extended) – 4:44

## Notowania
| Lista (2012)                | Najwyższa pozycja |
| --------------------------- | ----------------- |
| Dania (Tracklisten)         | 1                 |
| Norwegia (VG-Lista)         | 1                 |
| Szwecja (Sverigetopplistan) | 1                 |